# Историја барута
Историја барута (енгл. History of gunpowder), обухвата откриће и примену црног барута од првог помињања у историјским изворима до увођења бездимног барута 1884. године.

## Откриће барута
Црни барут је смеша шалитре (75%), сумпора (10%) и самлевеног дрвеног угља (15%). Не може се са сигурношћу рећи где је барут пронађен и када. Арабљани су називали шалитру (калијум-нитрат, KNO4), главни саставни део барута,,,кинески снег" или,,кинеска со", па се на основу тога претпостављало да су Кинези пронашли ту експлозивну смесу и да су је користили још пре нове ере. За ову претпоставку говори и чињеница да се шалитра у Кини и Монголији јавља често у природном стању, што је сасвим ретко у класичном античком свету. Данас се ипак сматра легендом да су Кинези још у старом веку познавали експлозивно дејство барута и избацивали запаљиве пројектиле из бамбуских топова. Ако су га имали служио им је само као запаљива материја. Најранији сигуран помен барута у Кини потиче из 970. у документима династије Сунг, када се користио за ватрене стреле, а најранији рецепт за барут сачуван је у књизи Збирка најважнијих војних техника из 1044. године.
Дуго се веровало да је црни барут пронашао немачки монах Бертолд Шварц (умро 1380), чије постојање није историјски доказано. Као проналазач барута помиње се и Албертус Магнус (умро 1280), у чијим делима се налази исти рецепт барута који је раније дао Византинац  Марко Грк, али нема никаква доказа да је познавао његову погонску снагу. То исто важи и за Роџера Бејкона (око 1214 - око 1294) у чијим списима се такође налазе рецепти експлозивних смеса. Трагајући за најефикаснијим запаљивим средствима, која је одавно настојао да примени у освајању тврђава, човек је вероватно низом једва приметних усавршавања дошао постепено до смесе назване барутом, можда преко грчке ватре која је тако дуго била позната. Стога нисмо у стању да идентификујемо ни проналазача, ни време, ни место проналаска.

## Рано ватрено оружје у Кини

### Прва појава
Кинеска реч за барут, која се и данас користи (кин: 火藥), у дословном значењу ватрени лек, можда сведочи да је проналазак барута био случајно откриће при справљању лекова. Барут се помиње у писаним изворима династије Сунг од друге половине 10. века: најранији сигуран помен је из 970. године, где се користи за ватрене стреле (испаљиване из лукова и самострела) и 1002. где се користи за ватрене стреле и ватрене ћупове - претечу запаљивих бомби. Најстарији сачувани рецеп за барут налази се у војном приручнику Збирка најважнијих војних техника из 1044. године. Модерни експерименти показали су да овај барут није био лако запаљив нити експлозиван, због недовољног садржаја шалитре, па га у том облику није било могуће користити као погонско средство за избацивање пројектила. Ови експерименти су показали да у то време Кинези нису могли имати топове, бомбе ни ракете било које врсте. За њихову појаву било је потребно даље усавршавање барута повећавањем количине шалитре, што је постигнуто тек сто година касније.
Сачувани документи династије Сунг сведоче да је државни арсенал у Кајфенгу већ 1023. запошљавао већи број мајстора за израду барута, а спискови из 1083. наводе да је појединим тврђавама испоручивано до 250.000 ватрених стрела са барутом. Такође је сачувана царска наредба из 1076. којом се забрањује кинеским трговцима да продају шалитру и сумпор у иностранство, суседним државама Сјисја и Лијао.

### Експлозивне бомбе и ватрена копља
Да се усавршавање барута у Кини наставило, види се из података да су браниоци царства Сунг у рату против царства Јин (које је оборило и заменило династију Лијао 1125. године) при одбрани Каифенга 1126. користили експлозивне бомбе (тзв. громовите бомбе, кин: 霹靂炮), керамичке, бамбусове или кожне цеви напуњене барутом које су испаљиване из катапулта и бацане са зидина и код нападача изазвале велики страх. Међутим, царство Јин је одмах од кинеских заробљеника и мајстора усвојило нову технику, па су у следећој опсади Кајфенга (1126-1127) обе стране масовно користиле експлозивне бомбе. Нападачи су користили ново оружје тако ефикасно, да је Кајфенг пао, а царство Сунг потиснуто је на југ, где ће се одржати још 150 година. У ратовима између Сунга и Јина први пут се појавило ново оружје - ватрено копље, претеча ручног топа. Ватрена копља се први пут са сигурношћу помињу 1132, као оружје Сунга при одбрани једне тврђаве. У основи штапови који су на врху имали цев од бамбуса напуњену барутом, ватрена копља нису испаљивала пројектиле, већ само пламен, слично каснијим бацачима пламена.
Нови степен развоја ватреног оружја у Кини достигнут је 1221. године, када су у опсади једне тврђаве Сунга нападачи из царства Јин први пут успешно искористили гвоздене експлозивне бомбе. Испаљиване из катапулта, гвоздене бомбе су уништиле катапулте бранилаца, побиле посаду, разнеле дрвене куће и провалиле капије. Извештаји Сунга описују ове бомбе: По облику су као тикве, али са малим устима. Направљени су од сировог гвожђа, дебљине око два инча, и узрокују да се градски зидови потресу.

### Инвазија Монгола
Инвазија Монгола дала је велики допринос развоју ватреног оружја у Кини и његовом ширењу на Запад. Монголи под Џингис-каном напали су царство Јин 1211. и убрзо су од кинеских заробљеника научили да користе ватрено оружје. У монголској опсади Кајфенга 1232. обе стране су користиле гвоздене експлозивне бомбе, избациване из катапулта. По облику су подсећале на затворене гвоздене лонце, са отвором на врху ширине прста. Када би се барут упалио, комадићи гвожђа разлетели би се на све стране. Браниоци из царства Јин имали су и усавршену верзију ватрених копаља, са цевима од хартије, која су избацивала пламен и ситне комадиће метала и керамике на растојање од преко 3 метра. Каифенг се бранио годину дана, али је затим капитулирао и до 1234. Монголи су уништили царство Јин.
Рат између Монгола и царства Сунг (1234-1279) довео је до брзог развоја ватрених копаља, чије се цеви уместо од хартије израђују од бамбуса и поред барута, почињу да пуне ситним пројектилима: комадићима метала, керамике, оловном сачмом. Тако се помињу цеви које избацују ватру (кин: 突火筒, 1257) и копља која избацују ватру (кин: 突火槍, 1259): Направљен је од велике бамбусове цеви, а пуни се барутом и замотуљком са куглицама (子窠). Када се ватра упали, она потпуно избацује замотуљак и куглице напред, а звук је попут бомбе која се може чути петсто или више корака." Овакво ватрено копље, пуњено барутом и чепом од кучине са сачмом који је потпуно затварао цев, било је претеча топа. Међутим, прве гвоздене цеви направљене су тек после пада Сунга, у монголском царству Јуан (1279-1368).

### Династија Јуан и први топови
Верује се да су први гвоздени топови настали у царству Јуан (монголска династија у Кини) око 1280. године. Настали су еволуцијом ранијих ватрених копаља, заменом дотадашњих цеви од хартије и бамбуса цевима од гвожђа. Најстарији сачувани примерак, такозвани Ксанаду топ, потиче из 1298. године и сасвим је мали: дужине 35 цм и тежине око 6 кг, али је могуће да су неки недатирани примерци још старији (Сјисја бронзани топ, Ручни топ из Хејлунгђанга).

### Династија Минг и масовна употреба
У предговору кинеског војног уџбеника из 14. века под називом Приручник ватреног змаја, наводи се да је нацрте и планове топова оснивачу династије Минг око 1350. предао непознати мудрац, који их је добио као дар богова. Уз помоћ новог оружја, династија Минг протерала је монголску династију Јуан и завладала Кином до 1368. године. Заиста, иако су топови коришћени у време динстије Јуан, чија се војска по монголском обичају ослањала већином на коњицу, тек од почетка династије Минг почела је масовна производња и употреба топова. Тако је цар Хунг-ву (владао 1368-1398) основао државни арсенал у престоници који је сваке године производио по 1.000 ручних и 1.000 великокалибарских топова (топ са устима у облику зделе), а до 1380. чак 10% пешадинаца (преко 100.000 војника) било је наоружано ручним топовима. До 1466. број пешадинаца наоружаних ватреним оружјем попео се на 30%, проценат који у Европи није постигнут до средине 16. века.

### Ограничења: ручни и лаки топови
Међутим, док је развој топова у Европи одмах (од 1326) кренуо у правцу развоја масивних опсадних оруђа, кинески топови династије Минг развијали су се само у правцу лаких оруђа, намењених за дејство против живе силе. Производили су се ручни топови, којима је масовно наоружана пешадија, и лаки пољски топови (такозвани топ са устима у облику зделе) на дрвеном постољу: већина оруђа била је лакша од 10 кг, а највећи сачувани примерци не прелазе 75 кг. Највећи сачувани топови су три изливена 1377, дужине 100 цм, калибра 21 цм, са по две ручке изливене на оба краја, тако да су их могла понети четворица војника. Уз то, сви сачувани кинески топови произведени 1332-1444. имали су необично кратке цеви, већином само 35-45 цм, без обзира на калибар. Док је ова дужина цеви сасвим прихватљива за малокалибарске ручне топове (калибра 15-25 мм, са цеви дугом 10-25 калибара), она је сувише кратка за топове већег калибра (10-13 цм, са цеви дугом свега 3-4 калибра). Највећи кинески топови тог периода били су дуги 74 цм (из 1368, калибра 7 цм), 63 цм (из 1375, калибра 11 цм) и 100 цм (из 1377, калибра 21 цм), али они су изузетак. Кинески великокалибарски топови са устима у облику зделе били су већином веома кратка оруђа: због кратке цеви били су кратког домета и мале прецизности. Сачувани бродски топ из 1372. био је тежак 15,75 кг, дуг само 36 цм и калибра 11 цм. Већина топова овог типа, коришћена на бродовима и градским бедемима, била је масе од 8.35 до 26.5 кг. Тако је династија Минг већ у 14. веку имала 100.000 ручних и на хиљаде великокалибарских топова, али су они били мали, кратког домета и мале ватрене моћи. Већина пољских топова била је толика, да су их са лакоћом могла пренети само два војника. Из сачуваних описа опсада у рату Минга и Јуана (1350-1368), види се да су главно опсадно оружје остали катапулти са гвозденим бомбама, док су топови коришћени само против војника на бедемима, а из описа поморских битака види се да бродски топови нису могли да потапају бродове, већ само да побију посаду и запале једра и дрвене делове опреме. Тако је војска династије Минг већ средином 14. века имала веома бројно, али веома лако ватрено оружје кратког домета и мале ватрене моћи. Ручни топови коришћени су масовно, али није развијен никакав облик табана, тако да се аркебузе и мускете нису развиле у Кини. На том стадијуму развоја кинеско ватрено оружје остаће 150 година, све до првог контакта са Европљанима у првој четвртини 16. века.

### Контакт са Европом и усвајање европске технологије
Португалци су 1511. заузели Малаку која је била кинески вазал, а 1517. прва португалска трговачка мисија стигла је у Кантон у јужној Кини. Године 1520. кинески цар примио је португалске изасланике који су дошли да склопе трговински споразум, али је већ 1521. дошло до сукоба између португалских трговаца и локалних власти у Кантону. Након што је португалска флота од 5 трговачких бродова одбила да напусти Кантон (8. септембра 1521), кинеска морнарица их је напала са 50 бродова, али су се португалски бродови успешно одбранили захваљујући својим тешким топовима и пробили назад у Малаку. Сачувани португалски извештаји наводе да Кинези уопште нису имали бомбарде, већ само неупотребљиве топове у облику вазе. Португалски дуги и тешки топови великог домета потапали су кинеске бродове из даљине, док кинески бродови нису могли да им приђу довољно близу  да би употребили своје лаке топове. Локални кинески званичници одмах су увидели предност коју представљају европски топови и исте године започела је кинеска производња тежих топова дуге цеви по португалском узору. Већ следеће године, када су се Португалци поново вратили у Кантон, кинеска војска и флота биле су наоружане новим топовима и однеле су убедљиву победу, потопивши 2 од 5 португалских бродова.

### Усвајање мускета у Кини
Усвајање португалских мускета фитиљача у Јапану (1543) и почетак масовне домаће производње јапанских аркебуза добро је документован. Са друге стране, војска династије Минг сусрела се са португалским мускетама у борби код Кантона 1521, а 1522. успешно су потопљена два португалска брода, када је свакако заробљено бар неколико мускета, као и већи број Португалаца. Кинеска војска користила је мускете око 1548, током борби са јапанским пиратима, док је масовна производња почела 1558: те године у државном арсеналу наручено је 10.000 аркебуза.

## Рано ватрено оружје у Европи

### Прва појава
За војну историју важније је утврдити тренутак када је почела да се користи погонска сила барута. Из XIII века има доста вести у којима се помињу бацачки уређаји под именима која су касније носиле ватрене справе, али се не може поуздано утврдити да су то стварно и биле. Претпоставља се да су то биле неуробалистичке направе којима су каснији аутори и преписивачи дали савременија имена. Поузданије су вести из двадесетих година XIV века које говоре о постојању ватреног оружја. Прва таква вест долази из Фиренце године 1326. Употреба ватреног оружја је поуздано посведочена тек 1331. у Фурланији, при нападу два феудалца на чивидалску кулу. Већина историчара се у томе слаже. После тога се јавља све чешће, у прво време највише у Италији. У Француској се употребљава први пут 1339, у Енглеској се први пут помиње 1338, а примењује се 1340. у поморској бици код Слојса. Годину дана раније јавља се у Фландрији, у Немачкој 1346, у Чешкој 1384, у Пољској и Литванији 1390, а у то време има га и руски кнез Свјатослав Смоленски.

### Карактеристике
Не располажемо ни описом ни цртежом првих ватрених справа. Можемо претпоставити само да су биле мале и кратке. Отуда им је и први назив суд (лат. vasus). Прве сачуване илустрације (из 1326. године) приказују топове у облику вазе на дрвеном постољу. Један податак из 1347. наводи и тежину једног артиљеријског оруђа - 30 кг. У Перуђи је 1351. једна слична направа плаћена 6 златних форината из чега се може закључити да није била велика. У Равени 1358. је тежина једне кугле (зрна) износила 1,275 кг. Тада није можда ни било већих. Али је било сасвим малих. У једном свом спису, довршеном 1366, Франческо Петрарка говори о бронзаном жиру који неки инструменти избацују с грмљавином и ватром. Нагли скок у димензијама ватреног оружја показују сведочанства из 1362. Тада се код Пјетрабоне у Италији појављује оруђе масе 1.000 кг. Град Нирнберг располагао је 1388. једним оруђем названим Кримхилде, тешким 2.300 кг, које је избацивало пројектил од око 250 кг. У Бечу је сачувано једно оруђе тешко преко 20 тона чији су пројектили пречника 80 цм били тешки око 1.200 кг. Такви су се калибри могли користити проширењем уста цеви у виду левка, што је омогућавало да се за исто оруђе користе зрна разног пречника. Упоредо се развија и ручно оружје. У Перуђи се 1364. помиње неко сасвим мало дужине цеви свега 220 mm. Teжи се дакле, с једне стране да се постигне што већи рушилачки ефекат, а с друге да се створи индивидуално оружје против живих циљева које ће заменити лук и самострел. Поред назива који је одавао облик (pot de fer, tuyau,canone, Busse, Büchse = посуда), јављају се и они који одају ефекат (sclopus, sclopetum, schioppo, tronum, tonnoire, што отпирилике значи пуцаљка). Тако је већ у 14. веку почела еволуција ватреног оружја у два правца: према артиљерији (топовима) и ручном оружју (пушкама). Већ у XVI веку у наоружању коњице се појављују и пиштољи.

### Израда и транспорт
У XIV веку ватрено оружје је претежно гвоздено, ливено или ковано, понегде од бакра и бронзе. Касније преовладава бронза. Мања оруђа се причвршћују за дрвена постоља. За велике бомбарде нема довољно података. Лежиште Кримхилде вукло је 16, а сам топ 12 коња. Лежиште једног другог топа из 1399. вукло је 32 коња, а топ 20. До половине XV века велики топови могли су да дејствују само у хоризонталном положају, па су се могли употребити само за рушење градских зидина. Мањи калибри имали су рано и уређаје за елевацију. У Италији и Шпанији за вучу артиљерије у прво време употребљавају се волови. Французи се 1494. појављују у Италији са многобројном артиљеријом коју су вукли коњи. Претпоставља се да је таква запрега била врло скупа, јер је неколико година касније (1507) цар Максимилијан I имао запрегу само за половину оруђа, па их је на маршу морао пребацивати наизменично.

### Пројектили и домет
У Италији се у прво време употребљавају метална зрна (пројектили), ређе самострелске коцке или клинови (quadrelle) и копља. Касније се прелази и на камене кугле. У јужној Француској преовладавале су оловне кугле, а у северној коцке (garrots, carreaux) које су понекад биле тешке и до 100 кг. Камене пројектиле најчешће употребљавају велика оруђа. Били су вероватно јевтинији од металних, а да се не би распали при удару опасивани су гвозденим обручима. Против живих циљева употребљавао се и шљунак као претеча картеча. Употребљавани су и запаљиви пројектили. Крајем XV века појављују се и бомбе - нацртане у једној књизи оног времена. Домет ватреног оружја је у почетку врло ограничен. Средином XV је био мањи од ранијих бацачких справа. Тачност погађања је била врло слаба. Године 1346, демонстрирајући своје оруђе пред градским властима Турнеа, конструктор је промашио градске зидине и убио једног човека у граду.

### Усавршавање
Са техничким усавршавањем умножио се и број оруђа. Године 1345. француски град Каор наручио је да му се излију 24 топа, а 1347. град (замак) Бјул био је наоружан са 22 топа. У једном контингенту Аугзбурга је 1408. било 80 пушака, Нирнберг је 1427. против Хусита имао 260 пушака. Сасвим велики топови појављивали су се појединачно и носили су особена имена (Кримхилде, Венеција, Тревизијана). Број великих топова ограничавале су материјалне (финансијске), а малих техничке могућности. Кроз цео XV век лук и самострел су били надмоћнији од пушака. Тек пред крај XV века је пушка (аркебуза) премашила домет и пробојну снагу самострела. Цар Максимилијан је тек 1507. избацио самострел из наоружања своје војске. Ипак, 1559. године један француски аутор предлаже поново увођење самострела као погоднијег оружја за коњицу.
Византинци, а вероватно и Арабљани, употребљавали су барут у виду ракета као,,летећа ватра". На Западу се ракета помиње први пут 1379. Две године касније у инвентару града Болоње има много ракета. У једном рачуну града Амјена говори се о ракетама (фр. fusées) које бацају ватру.

### Употреба
Ватрено оружје је први пут употребљено против утврђеног објекта (1331). У прво време, кроз читав један век, оно ће се готово једино и користити у опсади тврђава, у нападу и одбрани. За операције ван тврђава било је сасвим неподесно, првенствено због слабе покретљивости и спорог пуњења. У бици код Кресија (1346) очевици су стекли утисак да су енглески топови имали задатак да заплаше коње и ђеновљанске самострелце. Век и по касније, почетком XVI века, Макијавели је још увек веровао да топови највише дејствују на морал. Заиста, ни после пуна два века развоја, ватрено оружје није још постало пресудан чинилац на бојишту. Почетком XVI века, само десети део пешадије је био наоружан пушкама. Ипак, споро, али стално, пушка се све више усавршава; постаје лакша, брзина гађања, домет и пробојност зрна се повећавају, а упоредо расте и број стрелаца на штету копљаника и хелебардиста. У Тридесетогодишњем рату (1618-1648) већ је половина пешака наоружана пушкама, код Швеђана чак две трећине. У пешадији копља нестају тек крајем XVII века. Лук и самострел нестају много брже, али се и касније повремено појављују на европским бојиштима. Артиљерија се технички усавршавала нешто брже од ручног ватреног оружја и много брже истисла бацачке справе. Она је дуго била занат са еснафима, мајсторима, помоћницима и ученицима.
Ватрено оружје није од‌једном изменило ратну вештину. Није било ни пресудан чинилац при учвршћењу краљевске власти и рушењу феудализма. Препород пешадије, чији су главни носиоци били Швајцарци, десио се без утицаја ватреног оружја. Њихове победе против Карла Смелог извојеване су не само против најбоље феудалне коњице, већ и против најјаче артиљерије оног времена. Тек од XVI века осећа се на бојишту и ватрена моћ артиљерије и пешадије, која расте из битке у битку дајући нов правац развоју ратне вештине. Ватрена моћ је израз великих финансијских могућности које су доступне само већим државним организацијама с јаком влашћу.
Од своје појаве, ватрено оружје је имало и свој морални проблем. Многи су га сматрали пакленим средством. Тако су га називали Петрарка, Ариосто и Лутер. Кроз цео XIV, XV и XVI век чују се гласови против овог новог изума. Једни су жалили ,,старо добро време" када је одлучивала човекова храброст и вештина, друге је револтирала помисао да,,племенити витезови", вешти и наоружани до зуба, могу бити оборени од обичних пешака пре но што замахну мачем, а многи су зазирали од његове,,тајанствене" (заправо хемијске) моћи коју нису схватили. Томе су много допринели и пиротехничари који су љубоморно чували тајну заната. Било је и случајева да су заробљеници свирепо кажњавани ако су у току борбе ефикасно употребљавали ватрено оружје. Али ни протест писаца, ни репресалије победилаца нису могли зауставити његов развој.